# Mariah's World
《Mariah's World》는 2016년 12월 4일부터 2017년 1월 29일까지 E!에서 방영된 머라이어 캐리의 리얼리티 텔레비전 프로그램이다.